# Paradise Hills
Paradise Hills – jednostka osadnicza w Stanach Zjednoczonych, w stanie Nowy Meksyk, w hrabstwie Bernalillo.